# Cyklistická trasa 8100 Pražské kolo
Cyklistická trasa č. 8100, nazývaná též Pražské kolo, je vnější cyklistický okruh kolem Prahy, vedený převážně po území Středočeského kraje. Délka trasy je 131 kilometrů, celkové převýšení je +/-662 či +/-1020 metrů. Trasa je značena žlutými silničními směrovými tabulkami pro cyklisty. Na území Prahy v úseku Koloděje – Újezd nad Lesy – Klánovice je okruh značen pražským číslováním jako trasa A50, celý okruh A50 má však být odlišný od Pražského kola a má jít o vnitřnější okruh, vedený po území Prahy.

## Trasa
- Klecánky přívoz (Vltavská cyklotrasa 7 směr Praha)
- Klecany (Vltavská cyklotrasa 7 směr Vodochody)
- Sedlec u Líbeznic
- Bořanovice
- Hovorčovice
- Třeboradice
- Čakovice (A27 směr Letňany/Miškovice)
- zámek Ctěnice (0034 směr Přezletice, KB-VI směr Kbely/Vinoř)
- Vinoř (A263 směr Satalice)
- Radonice (241 směr Satalice/Zápy)
- Horní Počernice (A26 směr Černý Most/Čertousy)
- Klánovice (železniční zastávka) (úsek Klánovice–Koloděje značen jako cyklotrasa A50)
- Újezd nad Lesy (úsek Klánovice–Koloděje značen jako cyklotrasa A50)
- Koloděje (úsek Klánovice–Koloděje značen jako cyklotrasa A50)
- Stupice
- Královice (A24 směr Dubeč, A24/1 směr Křenice, A50 směr Uhříněves, A440 směr Hájek)
- Nedvězí
- Kolovraty (železniční zastávka)
- Říčany (0020 směr Voděrádky, 0021 říčanský okruh směr Radošovice, 0027 souběžná trasa směr Kuří)
- Kuří
- Nupaky (0027 směr Čestlice)
- Dobřejovice (11 směr Průhonice/Herink), 0028 směr Modletice)
- Průhonický park
- Průhonice, hájovna (cyklostezka směr Průhonice-Hole)
- Průhonice, Geofyzikální ústav (8228 směr Rozkoš/Jesenice-Kocanda)
- Vestec
- Hodkovice (A42 směr Písnice)
- Zlatníky
- Libeň (19A směr Dolní Břežany/Libeř)
- Zvole
- Vrané nad Vltavou (nádraží)
- Jarov
- souběžně s trasou A2
- nádraží Praha-Zbraslav (nádraží, cyklotrasa A2 směr Komořany)
- Zbraslav
- Černošice (železniční zastávka, cyklotrasa 3 směr Všenory, 3/A1 směr Radotín)
- Solopisky
- Kala
- rybník Franta, Frantův (Tůmův) mlýn, Roblín
- Třebotov
- Choteč
- křížení cyklotrasy 0013 Praha-Karlštejn (směr Ořech/Chýnice)
- Zbuzany (železniční zastávka)
- Jinočany (cyklostezka směr Stodůlky)
- Chrášťany
- Chýně
- klášter Hájek (201 směr Hostivice/Červený Újezd)
- Jeneč (nádraží)
- Dobrovíz (0101 směr Hostouň)
- Kněževes
- Tuchoměřice (A33 směr Přední Kopanina, 0078 směr Malé Číčovice)
- Statenice (0077 směr Horoměřice/Velké Přílepy)
- Černý Vůl
- Únětice (0082 směr Úholičky)
- rozc. Pod Alšovou vyhlídkou (A18 směr Suchdol)
- Roztocký háj – Tiché údolí
- Roztoky (nádraží)
- Roztoky, přívoz směr Klecánky